# Alsószentiván
Alsószentiván es un pueblo del condado de Fejér en Hungría. Una de sus calles principales se llama Ady Endre utca, llamada así en honor al poeta húngaro Endre Ady.